# Télé la question (France)
Pour les articles homonymes, voir Télé la Question, émission diffusée en Suisse.
Télé la question était une émission de télévision française diffusée du 3 janvier 2005 au 9 février 2006 sur France 3. Son nom est un jeu de mots sur l'expression Telle est la question.

## Règles

### Première manche
Deux candidats s'affrontent tous les jours. À chaque manche, les candidats vont devoir décrypter des phrases et des énigmes dont les lettres ont été ôtées sauf la réponse,,.

### Deuxième manche
La deuxième manche est la même que la première sauf que la réponse doit être trouvé par le candidat.

### Troisième manche
Le candidat qui accumule le plus de points accède à la finale et va tenter de résoudre une dernière énigme afin de décrocher la cagnotte. Le jeu est agrémenté de devinettes dans lesquelles il fallait retrouver dans quelle ville se situait un monument célèbre.

## Histoire
L'émission était présenté par Virginie Daviaud jusqu'au 25 mars 2005. L'émission était la version nationale. Puis du 28 mars 2005 jusqu'à sa disparition, l'émission est divisée en cinq versions régionales,, :
- France 3 Rhône Alpes Auvergne : Alexandre Schabel
- France 3 Paris Île-de-France Centre : Virginie Daviaud[7]
- France 3 Grand Ouest : Sylvain Denis
- France 3 Sud Ouest : Bernard Lefebvre
- France 3 Grand Est : Lara Julien

## Audiences
Le jeu rassemblait 600 000 téléspectateurs en moyenne. Il sera déprogrammé à cause de ses faibles audiences.